# Puchar Króla (2013/2014)
Puchar Króla 2013/2014 – 110. edycja Pucharu Króla. Rozgrywki rozpoczęły się 4 września 2013 i zakończyły się finałem rozgrywanym na Estadio Mestalla w Walencji 16 kwietnia 2014. W finale spotkały się Real Madryt i FC Barcelona. Obrońcą tytułu było Atlético Madryt.

## Zakwalifikowane drużyny
Poniższe drużyny zakwalifikowały się do udziału w Pucharze Króla 2013/2014:
20 drużyn z Primera División (2013/2014):
| - UD Almería - Athletic Bilbao - Atlético Madryt - FC Barcelona - Real Betis - Celta Vigo - Elche CF - RCD Espanyol - Getafe CF - Granada CF | - Levante UD - Málaga CF - CA Osasuna - Rayo Vallecano - Real Madrid - Real Sociedad - Sevilla FC - Valencia CF - Real Valladolid - Villarreal CF |

20 zespołów z Segunda División (2013/2014) (oprócz FC Barcelona B i Real Madryt Castilla, ponieważ są to drużyny rezerw):
| - AD Alcorcón - Córdoba CF - Deportivo La Coruña - Girona FC - CD Guadalajara - Hércules CF - SD Huesca - UD Las Palmas - CD Lugo - RCD Mallorca | - CD Mirandés - Real Murcia - CD Numancia - SD Ponferradina - Racing Santander - Recreativo Huelva - CE Sabadell - Sporting Gijón - Xerez CD - Real Saragossa |

25 zespołów z Segunda División B (2013/2014). Zespoły z pięciu najlepszych miejsc z czterech grup (oprócz drużyn rezerw) oraz pięć drużyn z największą liczbą punktów (nie wliczając drużyn rezerw).
| - Deportivo Alavés - Albacete Balompié - CD Alcoyano - Amorebieta - Balompédica Linense - Barakaldo - FC Cartagena - Caudal de Mieres - Écija Balompié - SD Eibar - Fuenlabrada - Gimnàstic Tarragona - Huracán Valencia | - CD Leganés - Lleida Esportiu - Lucena - L’Hospitalet - Olímpic de Xàtiva - Real Jaén - Real Oviedo - Real Unión - San Fernando - UE Sant Andreu - CD Tenerife - Tudelano |

18 drużyn z Tercera División (2013/14). Zwycięzcy każdej z osiemnastu grup (oprócz drużyn rezerw):
| - Algeciras - Atlético Granadilla - Burgos - El Palo - Extremadura UD - Haro Deportivo - Laudio - Lorca FC - Novelda | - Olot - Peña Deportiva - Puerta Bonita - Racing de Ferrol - San Juan - Sariñena - CD Toledo - Tropezón - Tuilla |

## 1/16 finału
Pierwsze mecze rozgrywane były pomiędzy 6 a 8 grudnia 2013 roku, natomiast rewanże pomiędzy 17 a 19 grudnia 2013 roku.
| Drużyna 1                            | Wynik dwumeczu | Drużyna 2       | Pierwszy mecz | Drugi mecz  |
| ------------------------------------ | -------------- | --------------- | ------------- | ----------- |
| Lleida Esportiu                      | 3:4            | Real Betis      | 1:2           | 2:2         |
| Villarreal CF                        | 3:2            | Elche CF        | 2:2           | 1:0         |
| Algeciras                            | 1:5            | Real Sociedad   | 1:1           | 0:4         |
| Racing Santander                     | 2:1            | Sevilla FC      | 0:1           | 2:0         |
| FC Cartagena                         | 1:7            | FC Barcelona    | 1:4           | 0:3         |
| Real Valladolid                      | 1:3            | Rayo Vallecano  | 0:0           | 1:3         |
| UE Sant Andreu                       | 1:6            | Atlético Madryt | 0:4           | 1:2         |
| Girona FC                            | 2:5            | Getafe CF       | 1:1           | 1:4         |
| Celta Vigo                           | 1:4            | Athletic Bilbao | 1:0           | 0:4         |
| Recreativo Huelva                    | 1:4            | Levante UD      | 1:0           | 0:4         |
| Olímpic de Xàtiva                    | 0:2            | Real Madryt     | 0:0           | 0:2         |
| AD Alcorcón                          | 2:2 (k. 5:4)   | Granada CF      | 0:2           | 2:0 (dogr.) |
| Gimnàstic Tarragona                  | 0:1            | Valencia CF     | 0:0           | 0:1         |
| UD Las Palmas                        | 1:3            | UD Almería      | 1:3           | 0:0         |
| Real Jaén                            | 2:4            | RCD Espanyol    | 2:2           | 0:2         |
| Málaga CF                            | 4:4 (br. wyj.) | CA Osasuna      | 3:3           | 1:1         |
| Po lewej gospodarz pierwszego meczu. |                |                 |               |             |

## 1/8 finału
Pierwsze mecze rozgrywane były pomiędzy 7 a 9 stycznia 2014 roku, natomiast rewanże pomiędzy 14 a 16 stycznia 2014 roku.
| Drużyna 1                            | Wynik dwumeczu | Drużyna 2       | Pierwszy mecz | Drugi mecz |
| ------------------------------------ | -------------- | --------------- | ------------- | ---------- |
| Valencia CF                          | 1:3            | Atlético Madryt | 1:1           | 0:2        |
| AD Alcorcón                          | 3:4            | RCD Espanyol    | 1:0           | 2:4        |
| Real Betis                           | 1:2            | Athletic Bilbao | 1:0           | 0:2        |
| FC Barcelona                         | 6:0            | Getafe CF       | 4:0           | 2:0        |
| Racing Santander                     | 3:1            | UD Almería      | 1:1           | 2:0        |
| Real Sociedad                        | 1:0            | Villarreal CF   | 0:0           | 1:0        |
| Real Madryt                          | 4:0            | CA Osasuna      | 2:0           | 2:0        |
| Rayo Vallecano                       | 0:1            | Levante UD      | 0:0           | 0:1        |
| Po lewej gospodarz pierwszego meczu. |                |                 |               |            |

### Pierwsze mecze
| 7 stycznia 2014 22:00 CET | Valencia CF · Postiga 90+3' | 1:1(0:0) | Atlético Madryt · 72' García | Estadio Mestalla, Walencja Widzów: 35 000 Sędzia: Carlos Clos Gómez |
|                           |                             |          |                              |                                                                     |

| 8 stycznia 2014 20:00 CET | AD Alcorcón · Pacheco 72' | 1:0(0:0) | RCD Espanyol | Estadio Municipal de Santo Domingo, Alcorcón Widzów: 1500 Sędzia: César Muñiz Fernández |
|                           |                           |          |              |                                                                                         |

| 8 stycznia 2014 20:00 CET | Real Betis · Castro 42' | 1:0(1:0) | Athletic Bilbao | Estadio Benito Villamarín, Sewilla Widzów: 21 108 Sędzia: Alfonso Javier Álvarez Izquierdo |
|                           |                         |          |                 |                                                                                            |

| 8 stycznia 2014 22:00 CET | FC Barcelona · Fàbregas 9', 62' (k.) · Messi 90', 90+3' | 4:0(1:0) | Getafe CF | Camp Nou, Barcelona Widzów: 39 299 Sędzia: José Luis González González |
|                           |                                                         |          |           |                                                                        |

| 8 stycznia 2014 22:00 CET | Racing Santander · Concha 65' | 1:1(0:1) | UD Almería · 26' Corona | Estadio El Sardinero, Santander Widzów: 1500 Sędzia: Ignacio Iglesias Villanueva |
|                           |                               |          |                         |                                                                                  |

| 9 stycznia 2014 19:30 CET | Real Sociedad | 0:0(0:0) | Villarreal CF | Estadio Anoeta, San Sebastián Widzów: 21 030 Sędzia: Alberto Undiano Mallenco |
|                           |               |          |               |                                                                               |

| 9 stycznia 2014 21:30 CET | Real Madryt · Benzema 19' · Jesé 60' | 2:0(1:0) | CA Osasuna | Estadio Santiago Bernabéu, Madryt Widzów: 63 871 Sędzia: Pedro Pérez Montero |
|                           |                                      |          |            |                                                                              |

| 9 stycznia 2014 21:30 CET | Rayo Vallecano | 0:0(0:0) | Levante UD | Campo de Fútbol de Vallecas, Madryt Widzów: 3301 Sędzia: José Antonio Teixeira Vitienes |
|                           |                |          |            |                                                                                         |

### Rewanże
| 14 stycznia 2014 19:30 CET | UD Almería | 0:2(0:0) | Racing Santander · 62' Mariano · 79' Durán | Estadio de los Juegos Mediterráneos, Almería Widzów: 4872 Sędzia: Alejandro Hernández Hernández |
|                            |            |          |                                            |                                                                                                 |

| 14 stycznia 2014 21:30 CET | Atlético Madryt · Godín 51' · García 89' | 2:0(0:0) | Valencia CF | Estadio Vicente Calderón, Madryt Widzów: 30 000 Sędzia: Xavier Estrada Fernández |
|                            |                                          |          |             |                                                                                  |

| 15 stycznia 2014 19:30 CET | Athletic Bilbao · Rico 23', 67' | 2:0(1:0) | Real Betis | San Mamés, Bilbao Widzów: 36 000 Sędzia: Carlos del Cerro Grande |
|                            |                                 |          |            |                                                                  |

| 15 stycznia 2014 19:30 CET | RCD Espanyol · Sabrosa 10' · García 23' (k.) · Álvarez 84' · Pizzi 87' | 4:2(2:1) | AD Alcorcón · 4' Plano · 80' Javito | Estadi Cornellà-El Prat, Barcelona Widzów: 10 120 Sędzia: Miguel Ayza Gámez |
|                            |                                                                        |          |                                     |                                                                             |

| 15 stycznia 2014 21:30 CET | Levante UD · Barral 43' | 1:0(1:0) | Rayo Vallecano | Estadio Ciudad de Valencia, Walencja Widzów: 7500 Sędzia: David Fernández Borbalán |
|                            |                         |          |                |                                                                                    |

| 15 stycznia 2014 21:30 CET | CA Osasuna | 0:2(0:1) | Real Madryt · 21' Ronaldo · 56' Di María | Estadio El Sadar, Pampeluna Widzów: 10 403 Sędzia: Antonio Mateu Lahoz |
|                            |            |          |                                          |                                                                        |

| 16 stycznia 2014 13:00 CET | Villarreal CF | 0:1(0:1) | Real Sociedad · 32' Ros | El Madrigal, Villarreal Widzów: 15 000 Sędzia: Eduardo Prieto Iglesias |
|                            |               |          |                         |                                                                        |

| 16 stycznia 2014 22:00 CET | Getafe CF | 0:2(0:1) | FC Barcelona · 44', 63' Messi | Coliseum Alfonso Pérez, Getafe Widzów: 5500 Sędzia: Jesús Gil Manzano |
|                            |           |          |                               |                                                                       |

## 1/4 finału
Pierwsze mecze rozgrywane były pomiędzy 21, a 23 stycznia 2014 roku, natomiast rewanże pomiędzy 28, a 30 stycznia 2014 roku.
| Drużyna 1                            | Wynik dwumeczu | Drużyna 2        | Pierwszy mecz | Drugi mecz |
| ------------------------------------ | -------------- | ---------------- | ------------- | ---------- |
| RCD Espanyol                         | 0:2            | Real Madryt      | 0:1           | 0:1        |
| Real Sociedad                        | 6:1            | Racing Santander | 3:1           | 3:0 (wo.)* |
| Levante UD                           | 2:9            | FC Barcelona     | 1:4           | 1:5        |
| Atlético Madryt                      | 3:1            | Athletic Bilbao  | 1:0           | 2:1        |
| Po lewej gospodarz pierwszego meczu. |                |                  |               |            |

* Mecz został odwołany z powodu nie wyjścia na murawę piłkarzy Racingu Santander, którzy zaprotestowali przeciwko władzom klubu, którzy nie wypłacali im wynagrodzenia. W meczu przyznano walkower dla Realu Sociedad.

### Pierwsze mecze
| 21 stycznia 2014 21:00 CET | RCD Espanyol | 0:1(0:1) | Real Madryt · 25' Benzema | Estadi Cornellà-El Prat, Barcelona Widzów: 18 050 Sędzia: Carlos Clos Gómez |
|                            |              |          |                           |                                                                             |

| 22 stycznia 2014 20:00 CET | Real Sociedad · González 4', 33' · Vela 62' | 3:1(2:0) | Racing Santander · 83' Koné | Estadio Anoeta, San Sebastián Widzów: 18 911 Sędzia: Carlos Velasco Carballo |
|                            |                                             |          |                             |                                                                              |

| 22 stycznia 2014 22:00 CET | Levante UD · El Zhar 31' | 1:4(1:0) | FC Barcelona · 53' (sam.) Juanfran · 60', 81', 86' Tello | Estadio Ciudad de Valencia, Walencja Widzów: 18 852 Sędzia: Alejandro Hernández Hernández |
|                            |                          |          |                                                          |                                                                                           |

| 23 stycznia 2014 21:00 CET | Atlético Madryt · Godín 41' | 1:0(1:0) | Athletic Bilbao | Estadio Vicente Calderón, Madryt Widzów: 40 000 Sędzia: David Fernández Borbalán |
|                            |                             |          |                 |                                                                                  |

### Rewanże
| 28 stycznia 2014 21:00 CET | Real Madryt · Jesé 7' | 1:0(1:0) | RCD Espanyol | Estadio Santiago Bernabéu, Madryt Widzów: 54 500 Sędzia: Fernando Teixeira Vitienes |
|                            |                       |          |              |                                                                                     |

| 29 stycznia 2014 20:00 CET | Athletic Bilbao · Aduriz 42' | 1:2(1:0) | Atlético Madryt · 55' García · 86' Costa | San Mamés, Bilbao Widzów: 34 000 Sędzia: Antonio Mateu Lahoz |
|                            |                              |          |                                          |                                                              |

| 29 stycznia 2014 21:00 CET | FC Barcelona · Adriano 28' · Puyol 44' · Sánchez 50', 52' · Fàbregas 68' | 5:1(2:1) | Levante UD · 9' (sam.) Roberto | Camp Nou, Barcelona Widzów: 25 551 Sędzia: Alberto Undiano Mallenco |
|                            |                                                                          |          |                                |                                                                     |

| 30 stycznia 2014 20:00 CET | Racing Santander | 0:3 wo. | Real Sociedad | Estadio El Sardinero, Santander Sędzia: Jesús Gil Manzano |
|                            |                  |         |               |                                                           |

## 1/2 finału
Pierwsze mecze rozgrywane były 5 lutego 2014 roku, natomiast rewanże 11 i 12 lutego 2014 roku.
| Drużyna 1                            | Wynik dwumeczu | Drużyna 2       | Pierwszy mecz | Drugi mecz |
| ------------------------------------ | -------------- | --------------- | ------------- | ---------- |
| Real Madryt                          | 5:0            | Atlético Madryt | 3:0           | 2:0        |
| FC Barcelona                         | 3:1            | Real Sociedad   | 2:0           | 1:1        |
| Po lewej gospodarz pierwszego meczu. |                |                 |               |            |

### Pierwsze mecze
| 5 lutego 2014 20:00 CET | Real Madryt · Pepe 17' · Jesé 57' · Di María 73' | 3:0(1:0) | Atlético Madryt | Estadio Santiago Bernabéu, Madryt Widzów: 74 278 Sędzia: Carlos Clos Gómez |
|                         |                                                  |          |                 |                                                                            |

| 5 lutego 2014 22:00 CET | FC Barcelona · Busquets 44' · Zubikarai 60' (sam.) | 2:0(1:0) | Real Sociedad | Camp Nou, Barcelona Widzów: 38 505 Sędzia: José González González |
|                         |                                                    |          |               |                                                                   |

### Rewanże
| 11 lutego 2014 21:00 CET | Atlético Madryt | 0:2(0:2) | Real Madryt · 7' (k.), 16' (k.) Ronaldo | Estadio Vicente Calderón, Madryt Widzów: 40 000 Sędzia: Alberto Undiano Mallenco |
|                          |                 |          |                                         |                                                                                  |

| 12 lutego 2014 22:00 CET | Real Sociedad · Griezmann 87' | 1:1(0:1) | FC Barcelona · 27' Messi | Estadio Anoeta, San Sebastián Widzów: 28 153 Sędzia: Fernando Teixeira Vitienes |
|                          |                               |          |                          |                                                                                 |

## Finał
| 16 kwietnia 2014 21:30 CET | Real Madryt · Di María 11' · Bale 85' | 2:1(1:0) | FC Barcelona · 68' Bartra | Estadio Mestalla, Walencja Widzów: 52 953 Sędzia: Antonio Mateu Lahoz |
|                            |                                       |          |                           |                                                                       |

| Real Madryt | FC Barcelona |

|                 | 1  | Iker Casillas (c)  |     |     |
|                 | 15 | Daniel Carvajal    |     |     |
|                 | 3  | Pepe               | 17' |     |
|                 | 4  | Sergio Ramos       |     |     |
|                 | 5  | Fábio Coentrão     |     |     |
|                 | 14 | Xabi Alonso        | 88' |     |
|                 | 19 | Luka Modrić        |     |     |
|                 | 23 | Isco               | 3'  | 89' |
|                 | 22 | Ángel Di María     |     | 86' |
|                 | 11 | Gareth Bale        |     |     |
|                 | 9  | Karim Benzema      |     | 90' |
| Zmiany:         |    |                    |     |     |
|                 | 25 | Diego López        |     |     |
|                 | 2  | Raphaël Varane     |     | 90' |
|                 | 16 | Casemiro           |     | 89' |
|                 | 18 | Nacho              |     |     |
|                 | 24 | Asier Illarramendi |     | 86' |
|                 | 21 | Álvaro Morata      |     |     |
|                 | 39 | Willian José       |     |     |
| Trener:         |    |                    |     |     |
| Carlo Ancelotti |    |                    |     |     |

|                 | 13 | José Manuel Pinto |     |     |
|                 | 22 | Dani Alves        |     |     |
|                 | 15 | Marc Bartra       |     | 87' |
|                 | 14 | Javier Mascherano | 53' |     |
|                 | 18 | Jordi Alba        |     | 46' |
|                 | 16 | Sergio Busquets   |     |     |
|                 | 6  | Xavi (c)          |     |     |
|                 | 8  | Andrés Iniesta    |     |     |
|                 | 11 | Neymar            | 17' |     |
|                 | 4  | Cesc Fàbregas     |     | 60' |
|                 | 10 | Lionel Messi      |     |     |
| Zmiany:         |    |                   |     |     |
|                 | 25 | Oier Olazábal     |     |     |
|                 | 5  | Carles Puyol      |     |     |
|                 | 21 | Adriano           |     | 46' |
|                 | 17 | Alex Song         |     |     |
|                 | 24 | Sergi Roberto     |     |     |
|                 | 7  | Pedro Rodríguez   |     | 60' |
|                 | 9  | Alexis Sánchez    |     | 87' |
| Trener:         |    |                   |     |     |
| Gerardo Martino |    |                   |     |     |

| Puchar Króla 2013–14 Zwycięzcy |
| ------------------------------ |
| Real Madryt 19. Tytuł          |

## Strzelcy
| Zawodnik          | Liczba goli | Drużyna          |
| ----------------- | ----------- | ---------------- |
| Lionel Messi      | 5           | FC Barcelona     |
| Cesc Fàbregas     | 4           | FC Barcelona     |
| Ángel Di María    | 4           | Real Madryt      |
| Raúl García       | 4           | Atlético Madryt  |
| Antoine Griezmann | 3           | Real Sociedad    |
| Cristiano Ronaldo | 3           | Real Madryt      |
| Cristian Tello    | 3           | FC Barcelona     |
| Jesús Imaz        | 3           | Lleida Esportiu  |
| Jesé Rodríguez    | 3           | Real Madryt      |
| Mamadou Koné      | 3           | Racing Santander |
| Pedro Rodríguez   | 3           | FC Barcelona     |
| Óscar Plano       | 3           | AD Alcorcón      |
| Abdón Prats       | 3           | Burgos           |